# Wii U
De Wii U (uitspraak: Wie joe) is een spelcomputer van het Japanse bedrijf Nintendo. De console is de opvolger van de Nintendo Wii en is in 2012 uitgebracht.

## Geschiedenis

### Opvolger Wii aangekondigd (2011-2012)
De voorloper van de Wii U, de Wii, kwam op 8 december 2006 op de markt. Tot april 2011 was deze console met 86 miljoen verkochte exemplaren een succes. De laatste jaren nam de verkoop van deze console echter sterk af, waardoor ook de omzet van Nintendo daalde. Om die reden werd op 15 mei 2011 de prijs van de Wii verlaagd.
Op 25 april 2011 maakte Nintendo officieel bekend bezig te zijn met een opvolger van de Wii. Op 7 juni 2011, tijdens E3 in Los Angeles, werd de Wii U voor het eerst getoond. Bij deze presentatie was de console al speelbaar en werd tevens de definitieve naam van de console bekendgemaakt. Deze spelcomputer stond namelijk eerder bekend onder de codenaam Project Café.

### Matige start en verliezen (2012-2014)
De Wii U had een erg matige start. Nintendo verwachtte in een jaar 5,5 miljoen consoles te verkopen, maar zelfs na een bijstelling tot 4 miljoen consoles haalde Nintendo die verwachtingen bij lange na niet. Zelfs de toptitels als Donkey Kong Country: Tropical Freeze en Super Mario 3D World verkochten matig. Nintendo maakte begin 2014 bekend een verlies te hebben geleden van 456 miljoen dollar, omgerekend zo'n 335 miljoen euro.

### Positief keerpunt (2014-2017)
Toen Mario Kart 8 op 30 mei 2014 uitkwam, keerde het tij van de Wii U echter. De verkopen van de Wii U stegen door dit achtste deel uit de populaire Mario Kart-serie, die ook de Nintendo 3DS in verkopen hielp, met 666% in het Verenigd Koninkrijk. Op enkele sites kon het spel voor de release niet meer worden vooruitbesteld, omdat deze daar al uitverkocht was. Toen Super Mario Maker uitkwam op 11 september 2015 verkocht de Wii U nog 110% meer dan in augustus.

### Einde productie
Op 10 november 2016 werd bekend dat de productie van de Wii U in Japan liep tot eind 2016. Eerder ontkende Nintendo het bericht hierover dat op de website van Eurogamer stond. Op 31 januari 2017 werd bekendgemaakt dat de productie van de Wii U in Japan definitief is stopgezet.

### Volgende console
Op 17 maart 2015 maakte destijds CEO van Nintendo Satoru Iwata, kort voor overlijden, bekend dat het bedrijf bezig was aan een "gloednieuw concept", met als codenaam "NX", wat later de Nintendo Switch zou gaan heten. Iwata zei dat voortbouwen op dezelfde hardware zal leiden tot een saaie ervaring. De huidige CEO Tatsumi Kimishima maakte tijdens een interview met de Japanse krant Asahi Shimbun bekend dat de Nintendo Switch geen opvolger is van de Wii U of de 3DS. Hij vertelde dat de Switch "een nieuwe manier om te spelen is, die een grotere impact heeft dan de Wii U". Echter zou de Switch volgens Kimishima "niet een letterlijke opvolger van de Wii U worden".

### Nalatenschap
Ondanks de technologische vooruitgang met onder meer een aanraakscherm en gratis online functies, maar ook het sociale platform Miiverse en de eShop met spellen van Nintendo's oudere consoles, lukte het Nintendo niet om de Wii U succesvol te laten zijn. Het was voor Nintendo logisch om begin jaren 2010 een controller te ontwerpen in de opkomende markt voor tabletcomputers, maar mede door matige marketing, onduidelijkheid van de GamePad, hoge prijs, de minimale ondersteuning door derde partijen en meerwaarde ten opzichte van de concurrentie, bleef de verkoop van de Wii U achter.
Veel consumenten wisten niet goed wat de Wii U was en de GamePad zorgde deels voor deze verwarring. De tablet werd gezien als onhandig, heeft een relatief korte batterijduur, en moet in de buurt van de spelconsole blijven. Ook de naam 'Wii U' deed voorkomen alsof het slechts een uitbreiding op de Wii was. Tijdens het uitkomen van de Wii U was de hardware qua specificaties beter dan de PlayStation 3 en Xbox 360, maar na het uitkomen van de PlayStation 4 en Xbox One bleef dit sterk achter.
De Wii U vormde het begin voor een hybride spelconsole, waarbij de speler zowel op het televisiescherm als op de GamePad kan spelen. Deze technologie lag aan de basis van de toekomstige Nintendo Switch, waarbij spelers zowel op het grote scherm thuis als onderweg kunnen spelen. De commerciële flop van de Wii U zorgde voor verlies van vertrouwen in Nintendo, die met de Switch zorgde voor betere marketing en ondersteuning. Door het grote commerciële succes is de Switch in veel opzichten geslaagd in wat de Wii U probeerde te bereiken.

## GamePad

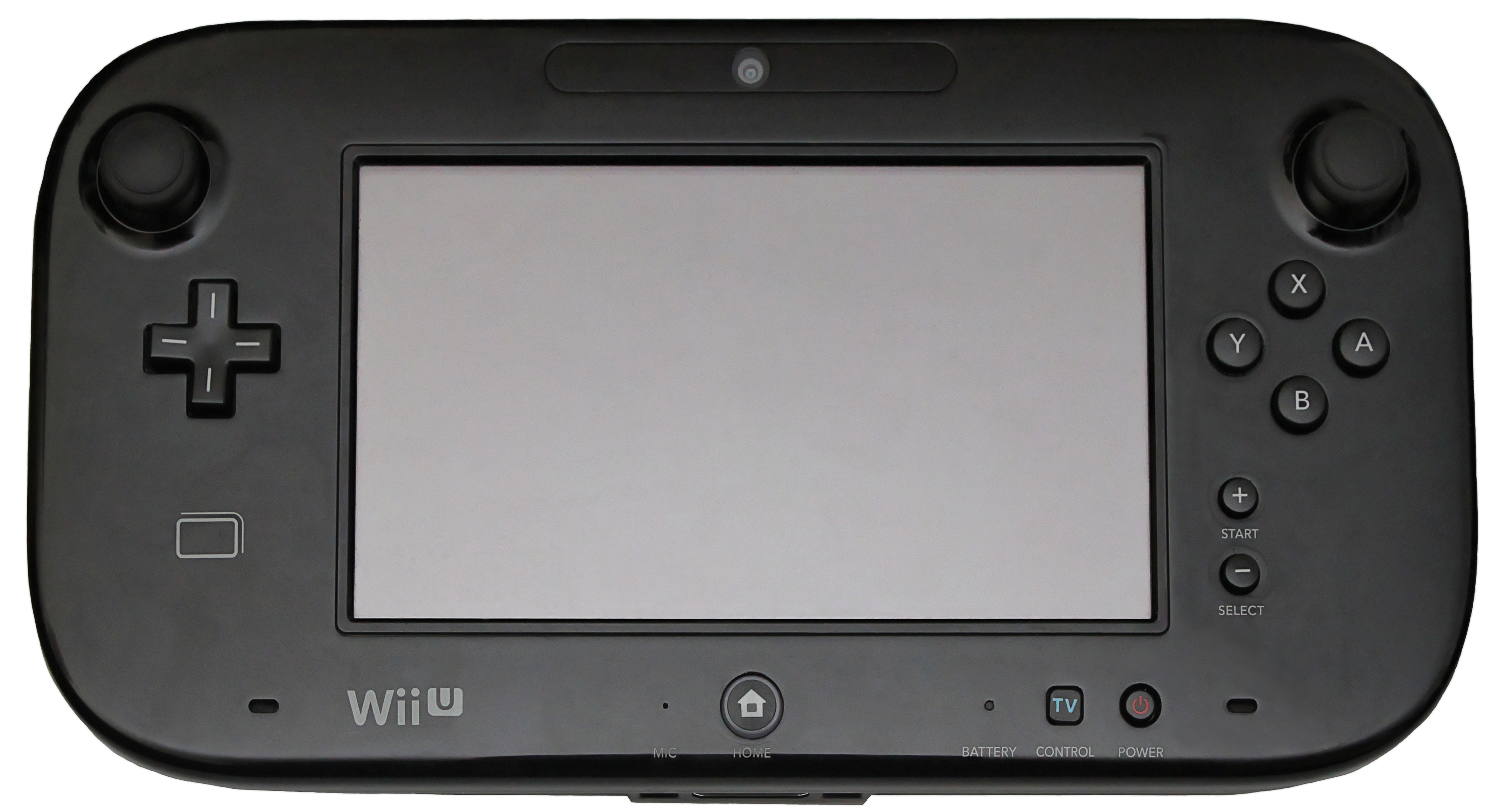
Wii U GamePad

De GamePad van de Wii U is een opvallend aspect, net als de controller van zijn voorganger. De GamePad bevat een aanraakscherm, accelerometer, gyroscoop, camera, microfoon en twee luidsprekers. De GamePad bevat de volgende knoppen: 2 analoge sticks, 1 +-Control Pad, de A, B, X, Y knoppen, "+" knop,"−" knop, een Home-knop, een TV-Remote-knop en twee NFC-sensoren. Wanneer er twee of meer spelers op de Wii U spelen, moeten zij gebruikmaken van de Wii U Pro controller of Wii-afstandsbediening met Wii MotionPlus, of een Wii Remote Plus afstandsbediening met eventueel een Nunchuk of Wii Classic Controller (Pro).

### Mogelijkheden
De GamePad, en vooral het aanraakscherm, opent veel nieuwe wegen in de game-industrie. Zo kunnen details (voorwerp, kaart, enz.) naar het aanraakscherm van de GamePad worden gestreamd, terwijl het eigenlijke spel op de televisie plaatsvindt. Ook kan deze dienstdoen als vizier, zodat de gebruiker niet op het tv-scherm hoeft in te zoomen, maar een vergrote versie van een bepaald onderdeel op de GamePad kan zien. De GamePad kan ook op de grond of op de tafel worden gelegd, om bijvoorbeeld backgammon, golf en dergelijke te spelen. Ook ondersteunen veel spellen de functie om het hele spel zonder tv, maar slechts enkel op de GamePad te spelen. Er zijn ook spellen die de bijgeleverde styluspen ondersteunen die in een vak in de GamePad past, bijvoorbeeld voor tekenen of het trekken van lijnen. Hiermee leent de GamePad eigenschappen van de Nintendo DS en 3DS.
Er kwamen figurines beschikbaar, genaamd amiibo. Dit zijn spelfiguren met een ingebouwde NFC-chip om de mogelijkheden in ondersteunde spellen uit te breiden.

## Spellen

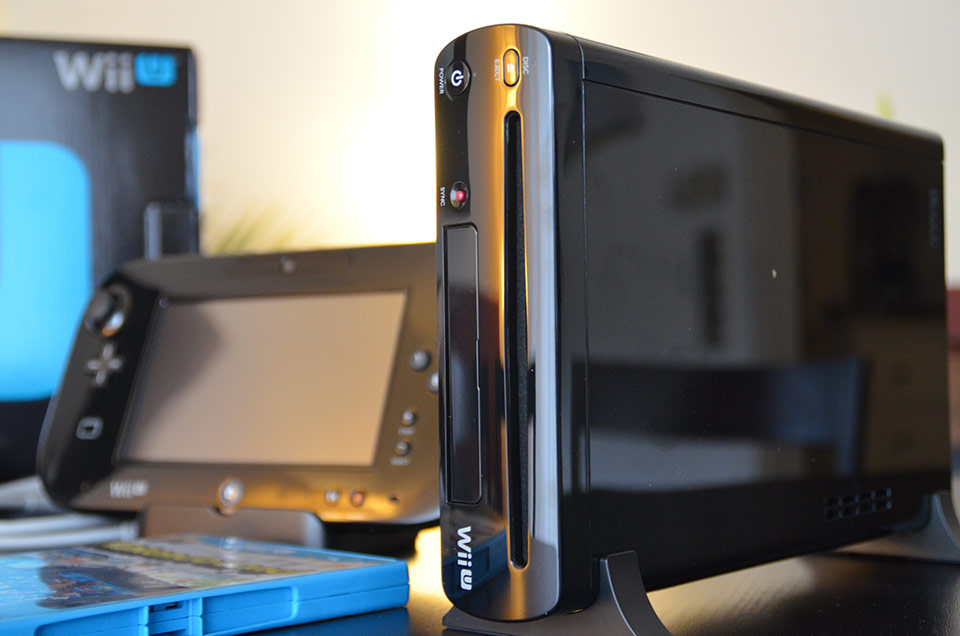
Wii-U-componenten

Bij de lancering zijn er drie spelbundels beschikbaar gesteld: de basisbundel, de Premium Bundel en de ZombiU-bundel. Later verschenen ook bundels met andere spellen, zoals The Legend of Zelda: The Wind Waker HD, LEGO City Undercover, Super Mario Maker, Xenoblade Chronicles X en Mario Kart 8. Elke bundel bevat één Wii U en het genoemde spel. De spellen voor de Wii U worden met een standaard software development kit ontwikkeld, genaamd Unity3D..
Spellen voor de Wii U kunnen in fysieke vorm worden aangeschaft, of worden gedownload via de Nintendo eShop. Fysieke kopieën op schijf worden aangeboden op Wii U Optical Disc, een gepatenteerd formaat optische schijf met een capaciteit van 25 GB per laag. Het formaat is vergelijkbaar qua specificaties met een blu-rayschijf. De spelcomputer heeft een regioslot; software gekocht in een specifieke regio kan alleen daar worden afgespeeld op de hardware.
Nintendo kreeg ondersteuning van externe spelontwikkelaars, waaronder Ubisoft, SEGA, Warner Bros., Activision en Capcom.

### Wii compatibiliteit
De Wii U is compatibel met de meeste Wii-spellen en accessoires zoals de Wii Remote, Wii Nunchuk en het Wii Balance Board. Het is mogelijk om spelgegevens eenzijdig over te dragen vanaf een Wii naar de Wii U.

## Verkoop
Wereldwijd zijn er op 31 december 2016 ruim 13,5 miljoen Wii U spelconsoles en ruim 96,5 miljoen spellen verkocht. In vergelijking met voorgaande Nintendo spelcomputers is dit een relatief laag aantal.

### Best verkochte spellen
Van de volgende Wii U-spellen op alfabetische volgorde zijn, volgens Game Database op VG Chartz, wereldwijd meer dan een miljoen exemplaren verkocht :
- Captain Toad: Treasure Tracker
- Donkey Kong Country: Tropical Freeze
- Hyrule Warriors
- Lego City Undercover
- Mario Kart 8
- Mario Party 10
- New Super Luigi U
- New Super Mario Bros. U
- Nintendo Land
- Pikmin 3
- Splatoon
- Super Mario Maker
- Super Mario 3D World
- Super Smash Bros. voor 3DS en Wii U
- The Legend of Zelda: The Wind Waker
- Wii Party U
- Yoshi's Woolly World
- ZombiU

Laatst bijgewerkt op 8 februari 2016

## Specificaties

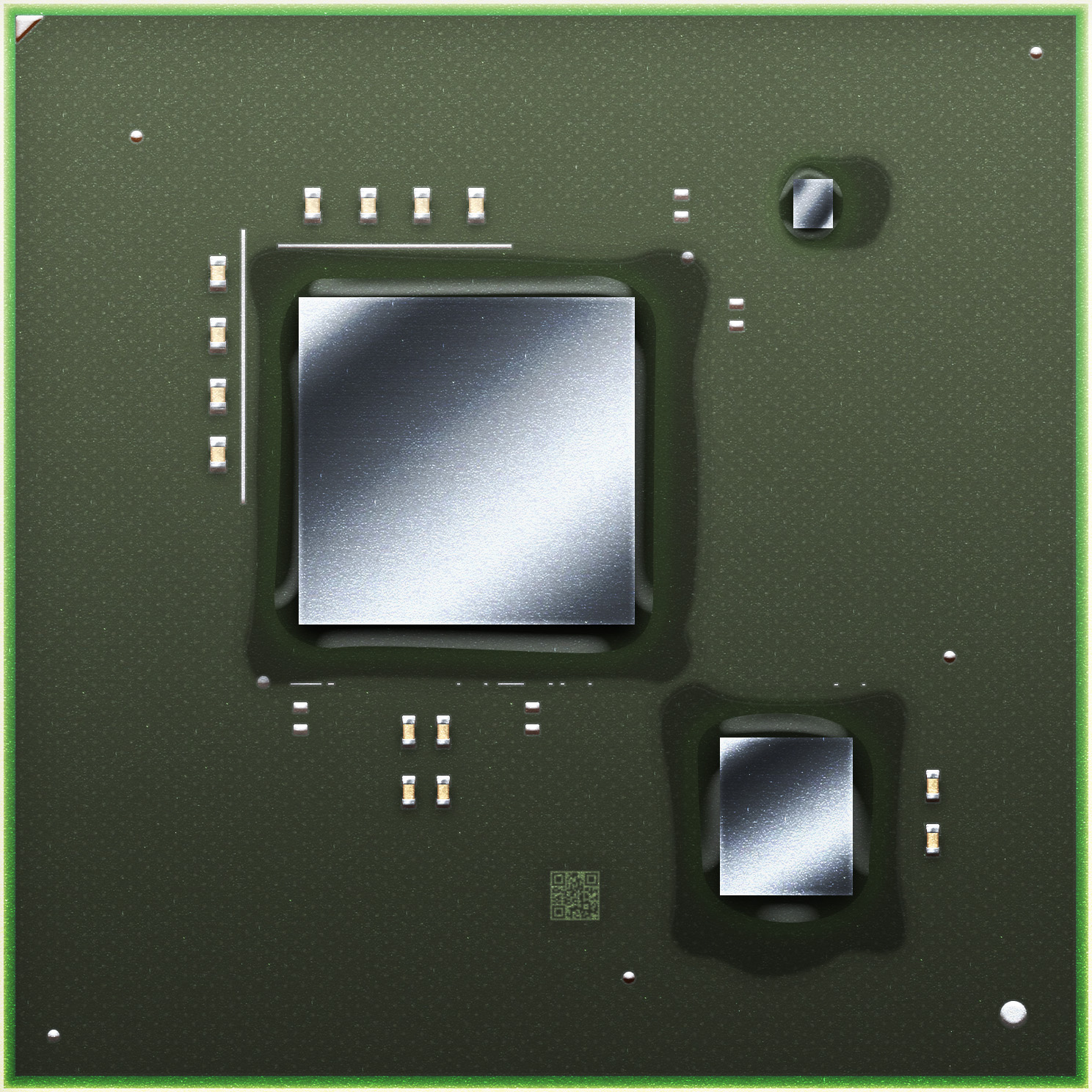
Multi-chip module (MCM)

- CPU: IBM PowerPC "Espresso", kloksnelheid van 1,24 GHz
- Grafische processor: AMD Radeon "Latte", kloksnelheid van 550 MHz
- Geheugen: 2 GB DDR3
- Opslag: 8 GB (basis) / 32 GB (premium)
SD kaart, USB opslag
- Geluid: 5.1 lineair PCM, 2.0 analoog stereo
- Media: optische schijf (Wii en Wii U), digitale distributie
- Connectiviteit: Wi-Fi 802.11 b/g/n, Bluetooth 4.0, 4× USB 2.0
- Beeldresolutie: 1080p, 1080i, 720p via de HDMI-poort
576i, 480p en 480i via de Multi AV-uitgang
- Energieverbruik: maximaal 75 watt
- Afmetingen: 172 × 269 × 46 mm
- Gewicht: 1,6 kg[21]